# Babilon (zespół muzyczny)
Babilon – polski zespół grający muzykę rockową z elementami punk rocka założony w 2003 roku w Poznaniu przez Wojciecha Klessę.

## Historia
Początki istnienia zespołu Babilon sięgają 2003 roku, kiedy kapela po roszadach personalnych (nie pierwszych i nie ostatnich w swojej muzycznej historii) rezygnuje z pierwotnej nazwy (Projektownia) i przemianowuje ją na Babilon.
Babilon od początku działalności intensywnie koncertował, grając do tej pory kilkaset koncertów. Historia formacji to koncerty klubowe i plenerowe, w tym m.in. występy na festiwalach Hunter Fest w Szczytnie, Eko Union of Rock w Węgorzewie (w związku z występem w Węgorzewie, zespół zaproszono do wywiadu dla Telexpressu w TVP1 połączonego z emisją teledysku do utworu Babilon Babilon). W 2006 roku podczas Festiwalu Muzyki Rockowej Zderzak w Zgierzu zespół otrzymał wyróżnienie Polskiego Radia Łódź zwieńczone pierwszą profesjonalną sesją studyjną, w 2007 roku utwór Bambosze został przez Piotra Kaczkowskiego umieszczony na składance Minimax Jarocin 2007 Programu Trzeciego Polskiego Radia. Do 2007 roku własnym sumptem Babilon zarejestrował cztery nieoficjalne albumy.
W 2008 roku skład ustabilizował się jako trio, w którym występuje do tej pory.
W czerwcu 2009 roku Babilon został zaproszony do udziału w audycji Ładne kwiatki Piotra Bukartyka emitowanej na antenie Programu Trzeciego Polskiego Radia, w trakcie której zaprezentowane zostały najnowsze utwory Babilonu. Dwa tygodnie wcześniej zespół wystąpił również w Radiu Merkury w związku promocją utworu Ziemia w ramach konkursu Przebojem na antenę
. Tego samego roku zespół nagrał pierwszą w pełni studyjną płytę Alterwizje. 
W roku 2010 ukazał się drugi studyjny album zespołu pt. Babilon. 
W 2011 roku zespół zarejestrował piosenkę Hurra, która została opublikowana na płycie Potrafimy zwyciężać – Powstanie Wielkopolskie, poświęconej Powstaniu wielkopolskiemu (obok utworów takich artystów jak Luxtorpeda, Slums Attack czy The Sandals).

## Członkowie

### Obecny skład zespołu
- Wojciech Klessa – wokal, gitara
- Mariusz „Marych” Błajet – perkusja, chórki
- Piotr „Franek” Francuzik – bas

### Byli członkowie
- Agnieszka Tambor – wokal, chórki
- Andrzej Kownacki – perkusja
- Arkadiusz Piasecki – perkusja
- Bartosz Dziadek – gitara, bas, chórki
- Grzegorz Nowak – instrumenty klawiszowe, bas
- Jan Stawiński – gitara
- Jędrzej Węcka – gitara
- Łukasz Krych – bas
- Mateusz Tyburek – perkusja
- Paweł Karliński – bas, perkusja, chórki

## Dyskografia

### Albumy studyjne
- Alterwizje (2009)
- Babilon (2010)

### Albumy nieoficjalne
- Grzeszne Plemniki (2003)
- Z Drugiej Strony Patrząc (2004)
- Wycieczka Po Wolność (2005)
- Nie spłonie (2007)

### Kompilacje różnych wykonawców
- Minimax Jarocin 2007 (4ever music, 2007) – utwór: Bambosze
- Potrafimy zwyciężać – Powstanie Wielkopolskie (Złoty melon, 2011) – utwór: Hurra